# 司马富
司马富，本名理查德·史密斯（英語： Richard J. Smith，1944年—），美国历史学家、汉学家，毕业于加州大学戴维斯分校，現就职于莱斯大学历史系。主要研究中国社会文化史、比较历史、世界历史及《易经》。

## 现任职位
莱斯大学乔治和南希·鲁普人文教授；历史教授；亚洲和全球扩展（教育中心）主任；詹姆斯·A·贝克研究所的公共政策学者、联合创始人和贝克研究所中国国际翻译项目联席顾问。其它职务：德克萨斯大学亚洲研究中心(奥斯汀分校)兼职教授；休斯敦美术博物馆兼教授。

## 教育经历
- 学士，美国加州大学戴维斯分校（政治学，1966年）
- 硕士，美国加州大学戴维斯分校（历史，1968年）
- 博士，美国加州大学戴维斯分校（历史，1972年）。
- 论文顾问：刘广京（1921年－2006年9月28日）

## 奖励
- 美国大学优等生荣誉学会 (Phi Kappa Phi)（1970）；优秀教学奖 (Phi Kappa Phi)（1978年）
- 乔治布朗卓越教学奖（1980年，1982年，1983年，1990年）
- 乔治·布朗优秀教学奖（1985年，1992年）
- 乔治·布朗最高勋章（1992年）
- 米妮·史蒂文斯·派柏杰出教授奖（1987年）
- 艾里逊·沙罗菲姆杰出教学教授（1994-1996年）
- 尼可拉斯·萨尔格杰出教学奖（1996年）
- 莱斯大学学生协会导师奖（1987）
- 卡内基教学促进基金会，德州年度教授（1998年）

## 主要代表书籍和专著
- 司马富：《雇佣兵与清朝官员：19世纪中国之常胜军》（Mercenaries and Mandarins: The Ever-Victorious Army in Nineteenth Century China）（论文），纽约：KTO出版社，1978年。有中文译本。
- 司马富：《中国传统文化：一个解释性的简介》（Traditional Chinese Culture: An Interpretive Introduction），休斯敦，德克萨斯：莱斯大学出版社，1978年。
- 司马富：《算命先生和哲学家：中国传统社会的占卜》（Fortune-tellers And Philosophers: Divination In Traditional Chinese Society），科罗拉多州博尔德和英国牛津：Westview出版社，1991年。1993年平装本添加新的序言。有中文和韩语译本。
- 司马富，合编：《赫德日记——赫德与中国早期现代化（1863-1866）》（Robert Hart and China’s Early Modernization: His Journals, 1863-1866），美国马萨诸塞州剑桥：哈佛大学出版社，1991年。合编者：费正清、凯瑟琳·布鲁纳，有中文译本。
- 司马富：《中国通书》（Chinese Almanacs），纽约和香港：牛津大学出版社，1992年。
- 司马富：《中国的文化遗产：清代，1644年-1912年》（China’s Cultural Heritage: The Qing Dynasty, 1644-1912），Westview 出版社，1994年。为1983年的修订版。
- 司马富，合著：《马士，中国海关关长和历史学家》（H. B. Morse: Customs Commissioner and Historian of China），列克星敦：肯塔基州大学出版社，第一版，1995年。合著者：费正清、玛莎·亨德森。有中文译本。
- 司马富：《探寻宇宙和规范世界：<易经>和它在中国的进程》（Fathoming the Cosmos and Ordering the World: The Yijing (I-Ching, or Classic of Changes) and Its Evolution in China），夏洛茨维尔：弗吉尼亚大学出版社，2008年。
- 司马富，合著：《不同世界的话语：在清末民初中国的性别和类型转换》（Different Worlds of Discourse: Transformations of Gender and Genre in Late Qing and Early Republican China），莱顿：布里尔出版社，2008年。合著者：钱南秀，方秀洁。
- 司马富：《<易经>：一部传记》（The I Ching: A Biography），普林斯顿大学出版社，2012年版。“伟大宗教生活书籍”系列。
- 司马富：《测绘中国和管理世界：文化，制图学与宇宙学在晚清帝国时代》（Mapping China and Managing the World: Culture, cartography and cosmology in Late Imperial Times），米尔顿公园，牛津郡，英格兰：劳特里奇出版社，2012年版。“批判亚洲研究奖学金”系列。

## 資料来源
- Richard J. Smith, George and Nancy Rupp Professor of Humanities and Professor of History
- Prof. Dr. Richard J. Smith（页面存档备份，存于）

## 外部連結
- Chao Center for Asian Studies[永久]